# Swe Li Myint
Swe Li Myint (* 24. Juni 1993) ist eine myanmarische Leichtathletin, die im Mittelstreckenlauf an den Start geht.

## Sportliche Laufbahn
Erste internationale Erfahrungen sammelte Swe Li Myint im Jahr 2009, als sie bei den Jugend-Asienspielen in Singapur in 2:22,14 min die Bronzemedaille im 800-Meter-Lauf. Damit qualifizierte sie sich für die 2010 erstmals ausgetragenen Olympischen Jugendspiele ebendort, bei denen sie mit 3:09,58 min den siebten Platz im 1000-Meter-Lauf belegte. 2013 nahm sie erstmals an den Südostasienspielen in Naypyidaw teil und gewann dort in 2:08,20 min die Bronzemedaille über 800 Meter hinter den Vietnamesinnen Đỗ Thị Thảo und Vũ Thị Ly. Zudem gewann sie mit der myanmarischen 4-mal-400-Meter-Staffel in 3:42,88 min ebenfalls Bronze hinter den Teams aus Thailand und Vietnam. Zwei Jahre darauf sicherte sie sich bei den Südostasienspielen in Singapur in 2:10,21 min die Silbermedaille hinter der Vietnamesin Đỗ und erreichte im 1500-Meter-Lauf in 4:37,94 min den vierten Platz. 2016 durfte sie dank einer Wildcard an den Olympischen Spielen in Rio de Janeiro teilnehmen, schied dort aber mit 2:16,98 min im Vorlauf über 800 Meter ausschied.
Bei den Südostasienspielen 2017 in Kuala Lumpur gewann sie in 2:12,31 min die Bronzemedaille über 800 Meter hinter den Vietnamesinnen Vũ und Khuất Phương Anh. Zwei Jahre später wurde sie bei den Südostasienspielen in Capas in 2:14,48 min Siebte über 800 Meter und erreichte auch über 1500 Meter in 5:20,12 min Rang sieben.
2018 wurde Myint myanmarische Meisterin im 800-Meter-Lauf.

## Persönliche Bestleistungen
- 800 Meter: 2:08,20 min, 17. Dezember 2013 in Naypyidaw
- 1500 Meter: 4:37,94 min, 11. Juni 2015 in Singapur